# Vladimir Ilitch Lénine (documentaire)
Pour les articles homonymes, voir Vladimir Ilitch Lénine.
Pour plus de détails, voir Fiche technique et Distribution.
Vladimir Ilitch Lénine (Владимир Ильич Ленин) est un documentaire soviétique sur la vie du chef de la révolution socialiste Vladimir Ilitch Lénine. Le film, réalisé par Vladimir Beliaïev et Mikhail Romm, est sorti en 1949.
Le film présente des documents cinématographiques des Archives centrales historiques de l'Union soviétique (ru), de l'Institut  Marx-Engels-Lénine (ru) du Comité central du Parti communiste de l'Union soviétique, des extraits de films historiques et de documentaires sur Lénine tournés entre 1918 et 1922.

## Fiche technique
- Titre original : Владимир Ильич Ленин
- Titre français : Vladimir Ilitch Lénine
- Réalisation : Vladimir Beliaïev, Mikhail Romm
- Scénario :  Vasily Beliaïev, Evgeny Krieger, Mikhail Romm
- Photographie : Boris Volchek, Grigory Giber, Iosif Golomb, Alexander Levitsky, Evgeny Slavinsky, Édouard Tissé
- Montage :
- Musique : Aram Khachaturian (compositeur)
- Pays d'origine : Union soviétique
- Langue originale : russe
- Format : noir et blanc
- Genre : documentaire
- Durée :
- Dates de sortie :  
  - Union soviétique : 1949

## Distribution
- Narrateur : Leonid Khmara (ru)

## Récompenses
Pour leur travail sur le film, les réalisateurs Mikhaïl Romm, Vasily Belyaev, les cadreurs Grigory Giber, Alexander Levitsky, Evgueni Slavinski, Édouard Tissé ont reçu le prix Staline du premier degré (1949).